# Спортивная гимнастика на летних Олимпийских играх 1960 — личное многоборье (мужчины)
Результаты соревнований по спортивной гимнастике в мужском личном многоборье на летних Олимпийских играх 1960 года в Риме.

## Упражнения
В мужское личном многоборье входят упражнения: опорные прыжки, вольные упражнений и упражнениях на снарядах: коне, кольцах, брусьях и перекладине.
До 1996 года участники чемпионатов мира и Олимпийских игр должны были выполнять обязательные упражнения, составленные Международной федерацией гимнастики (ФИЖ) и произвольные (составленные самими спортсменами с соблюдением определенных требований к трудности) упражнения. После 1996 г. обязательные упражнения были отменены, и гимнасты стали исполнять на всех соревнованиях только произвольные упражнения.

## Итоги индивидуального многоборья

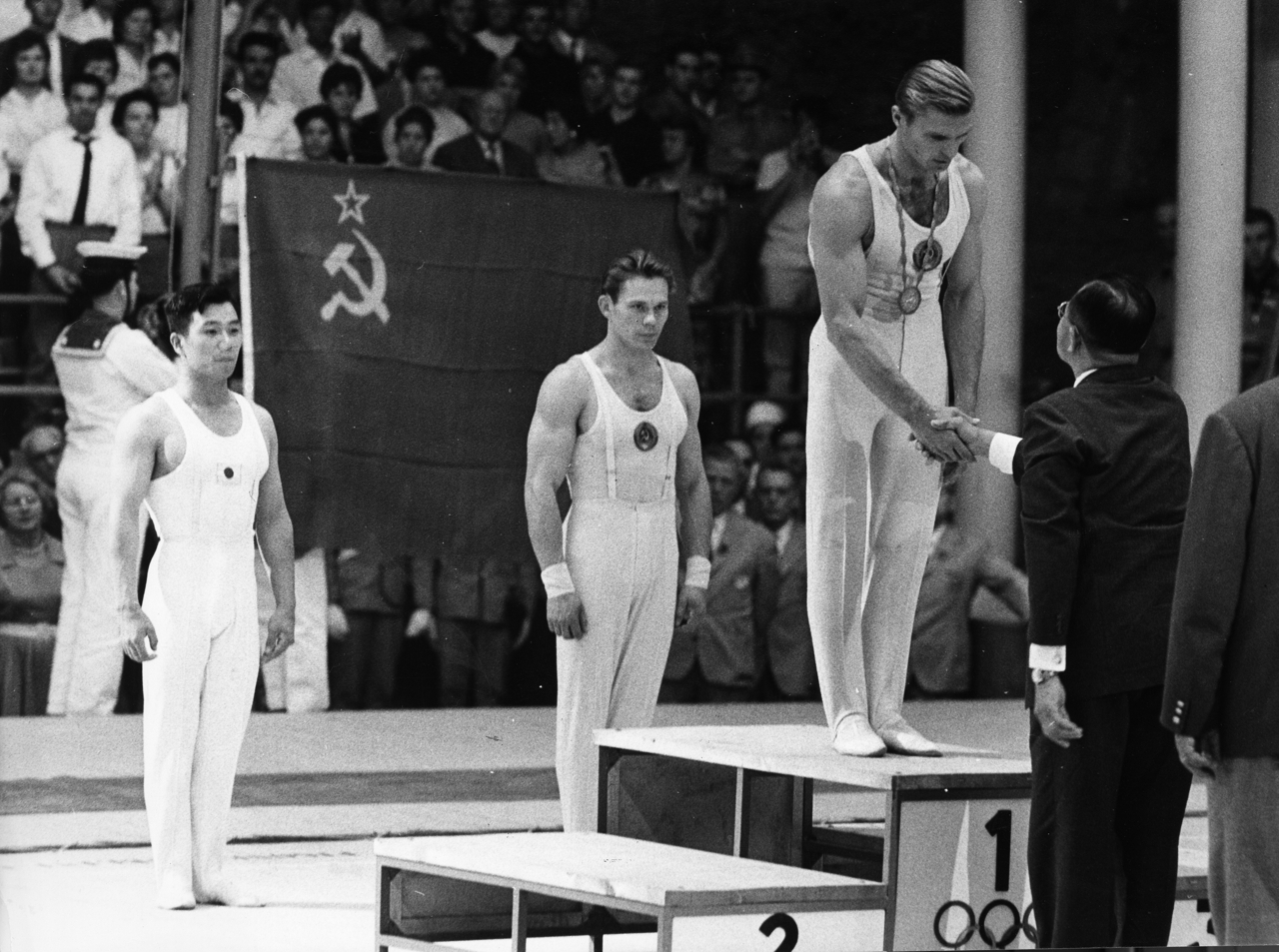
Награждение победителей в многоборье, слева-направо: Оно, Титов, Шахлин

В личном многоборье принимали участие 130 гимнастов. Победителями стали спортсмены Борис Шахлин (115.950 очков), Такехито Оно (115.900 очков), Юрий Титов (115.600 очков).

## Результаты
| Место | Страна    | Гимнаст          | Очки    |
| ----- | --------- | ---------------- | ------- |
| 1     | СССР      | Борис Шахлин     | 115,95  |
| 2     | Япония    | Оно Такаси       | 115,90  |
| 3     | СССР      | Юрий Титов       | 115,60  |
| 4     | Япония    | Сюдзи Цуруми     | 114,55  |
| 5     | Япония    | Юкио Эндо        | 114,45  |
| 6     | Япония    | Масао Такэмото   | 114,45  |
| 7     | Япония    | Нобуюки Аихара   | 114.400 |
| 8     | Югославия | Мирослав Церар   | 114.250 |
| 9     | Япония    | Такаси Мицукури  | 114,100 |
| 10    | Италия    | Франко Меникелли | 113.800 |
| 11    | СССР      | Альберт Азарян   | 113.350 |